# Beddes
Beddes ist eine französische Gemeinde im Département Cher in der Region Centre-Val de Loire. Die Gemeinde liegt circa 50 Kilometer südlich der Stadt Bourges. Das Gemeindegebiet wird vom Fluss Sinaise durchquert, in den hier der Zufluss Sept Fonds einmündet. 
Nachdem in den 1980er Jahren eine Landflucht einsetzte, verfügt die Gemeinde nur noch über 105 Einwohner (Stand 1. Januar 2022).
Verwaltungstechnisch gehört die Gemeinde zum Arrondissement Saint-Amand-Montrond.

## Weblinks

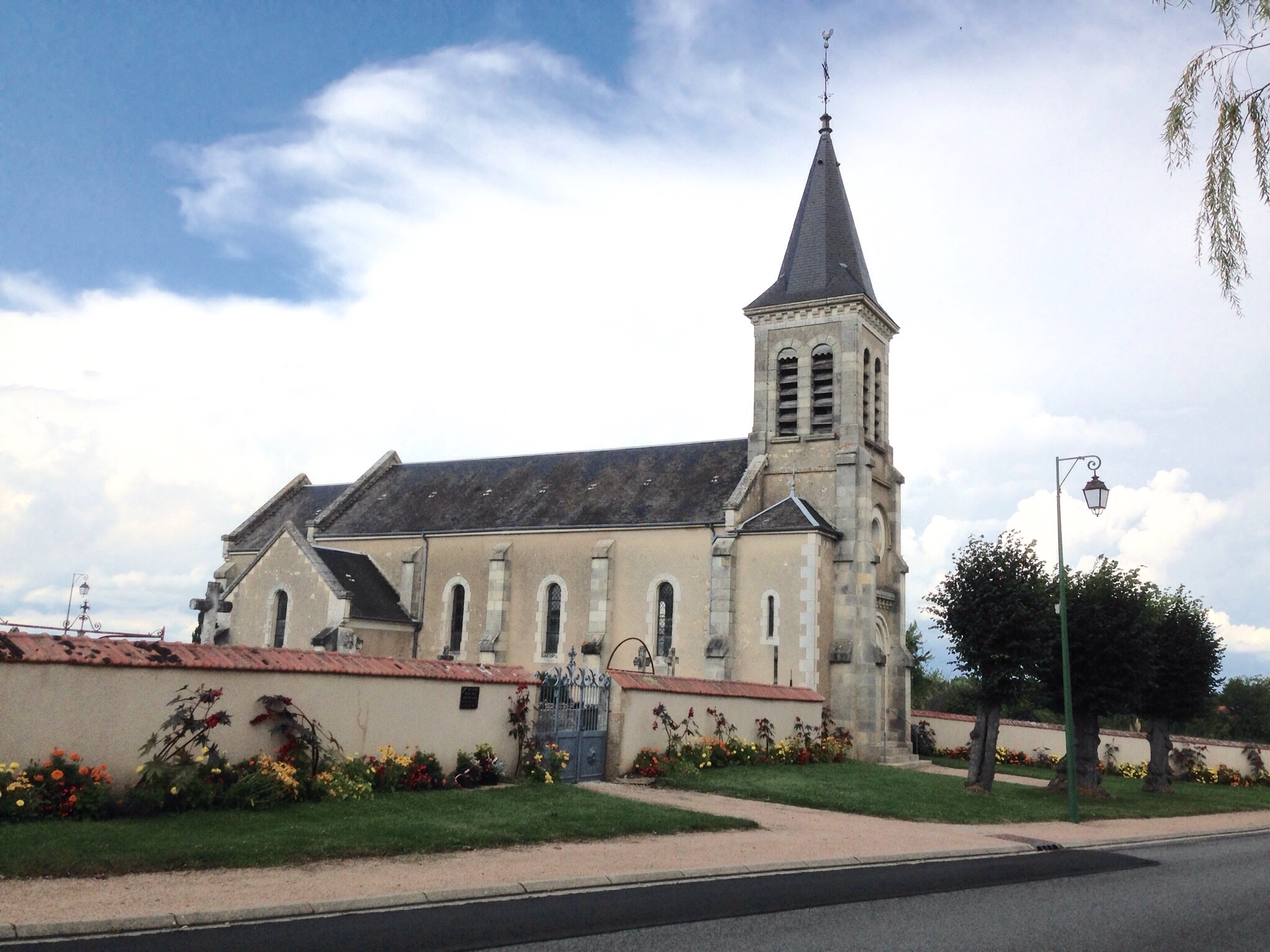
Kirche Saint-Mathurin

## Sehenswürdigkeiten
- Kirche Saint-Mathurin